# لتیتسیا کوارانتا
لتیتسیا کوارانتا (ایتالیایی: Letizia Quaranta؛ ‏ ۳۰ دسامبر ۱۸۹۲ – ۹ ژانویه ۱۹۷۷) بازیگر اهل ایتالیا بود.
از فیلم‌هایی که وی در آن نقش داشته‌است، می‌توان به هدا گابلر، فانوس شیطان و عشق ابدی اشاره کرد.